# Black Water: Abyss
Black Water: Abyss è un film del 2018 diretto da Andrew Traucki.

## Trama
Quattro amici decidono di esplorare delle grotte nel profondo della foresta australiana quando si abbatte una tempesta tropicale che farà emergere dei coccodrilli assassini.

## Distribuzione
Il film è stato distribuito nelle sale cinematografiche statunitensi a partire dal 7 agosto 2020.